# カシミアマフィア
『カシミアマフィア』（Cashmere Mafia）は、アメリカ合衆国の連続テレビドラマ。
ABCで2008年1月6日から同年2月20日までシーズン1が放映された。当初は全13話の予定であったが、撮影の遅れと全米脚本家組合ストライキの影響で全7話となり、最終的に打ち切りとなった。日本では、3枚組みのDVDが発売されている。
ニューヨーク・マンハッタンを舞台に、30代の4人の女性の生活を描く。公式サイトでは、『これは、“SEX and the CITY”のアナザー・ストーリー』と謳っているように、ニューヨークが舞台、女性4人が主人公という共通点から度々比較される。衣装担当のパトリシア・フィールドなど、スタッフも一部共通している。

## 登場人物
ミア・メイソン (Mia Mason)
演：ルーシー・リュー、声：湯屋敦子

ジュリエット・ドレイパー (Juliet Draper)
演：ミランダ・オットー、声：小林優子

ゾーイ・バーデン (Zoe Burden)
演：フランシス・オコナー、声：斎藤恵理

ケイトリン・ダウド (Caitlin Dowd)
演：ボニー・サマーヴィル、声：甲斐田裕子

## エピソード
| # | 邦題                   | 原題                 | 米国初放映日  |
| - | ---------------------- | -------------------- | ------------- |
| 1 | 働く女の選択           | Pilot                | 2008年1月6日  |
| 2 | キャリアママvs専業主婦 | Conference Call      | 2008年1月9日  |
| 3 | 女の成功は男の脅威?    | Dangerous Liaisons   | 2008年1月16日 |
| 4 | 決断のとき?            | The Deciders         | 2008年1月23日 |
| 5 | 結婚記念日の過ごし方   | Stay With Me         | 2008年2月6日  |
| 6 | 駆け引きの行方         | Yours, Mine and Hers | 2008年2月13日 |
| 7 | 生涯の伴侶             | Dog Eat Dog          | 2008年2月20日 |